# Julian Richter
Julian Mikołaj Richter (ur. 4 grudnia 1899 w Wysokiej, zm. 7 lutego 1978 w Warszawie) – kapitan piechoty Wojska Polskiego, kawaler Orderu Virtuti Militari.

## Życiorys
Urodził się 4 grudnia 1899 we wsi Wysoka, w ówczesnym powiecie rzeszowskim Królestwa Galicji i Lodomerii, w rodzinie Juliana (1858–1942), leśniczego lasów łańcuckich, i Zofii z Chrzanowskich. Był młodszym bratem Stanisława (1891–1978), nadleśniczego Puszczy Kampinoskiej (od 1927) i współtwórcy Cmentarza Wojennego w Granicy i Marii po mężu Orłoś (1894–1976).
Od 1910 do 15 lutego 1916 uczył się w c. k. Gimnazjum Realnym w Łańcucie. Przez jeden rok był członkiem drużyny strzeleckiej przy tym gimnazjum. Od marca 1917 do 25 października 1918 służył w c. i k. Pułku Piechoty Nr 90. W 1918 zdał maturę w Miejskim Gimnazjum Realnym w Leżajsku. Od 1 listopada 1918 służył w Armii Polskiej we Włoszech, a później w Armii Polskiej we Francji.
W czasie wojny z bolszewikami walczył w szeregach 3 pułku strzelców podhalańskich. Pełniąc funkcję adiutanta I batalionu wyróżnił się męstwem 24 września 1920 w bitwie pod Indurą, w czasie której został ranny w lewe ramię.
Po zakończeniu działań wojennych pozostał w wojsku jako oficer zawodowy i kontynuował służbę w 3 psp. 3 maja 1922 został zweryfikowany w stopniu podporucznika ze starszeństwem od 1 czerwca 1919 i 471. lokatą w korpusie oficerów piechoty. Później został przeniesiony do 73 pułku piechoty w Katowicach, a z dniem 20 października 1924 przeniesiony do Korpusu Ochrony Pogranicza. 2 kwietnia 1929 prezydent RP nadał mu z dniem 1 stycznia 1929 stopień kapitana w korpusie oficerów piechoty i 59. lokatą. W tym czasie był dowódcą kompanii granicznej „Hłuboczek”. W marcu 1931 został przeniesiony z KOP do 1 batalionu strzelców w Chojnicach na stanowisko dowódcy kompanii. Do 31 sierpnia 1939 nadal pełnił służbę w 1 batalionie strzelców na stanowisku II zastępcy dowódcy batalionu (kwatermistrza).
Dostał się do niemieckiej niewoli. Przebywał w Oflagu II C Woldenberg. Zmarł 7 lutego 1978 w Warszawie i został pochowany na Cmentarzu Powązkowskim (kwatera 91, rząd 2, miejsce 3–4).
Był żonaty z Jadwigą Ciecierską (1895–1979).

## Ordery i odznaczenia
- Krzyż Srebrny Orderu Wojskowego Virtuti Militari nr 1598[26][27] – 17 maja 1921[28]
- Medal Pamiątkowy za Wojnę 1918–1921[6]
- Medal Dziesięciolecia Odzyskanej Niepodległości[6]
- Odznaka za Rany i Kontuzje z jedną gwiazdką[29]

15 marca 1937 21 marca 1933 Komitet Krzyża i Medalu Niepodległości odrzucił wniosek o nadanie mu tego odznaczenia „z powodu braku pracy niepodległościowej”.